# Léninski (Stàvropol)
|  | Per a altres significats, vegeu «Léninski». |

Léninski (en rus: Ленинский) és un poble (un possiólok) del krai de Stàvropol, a Rússia, que en el cens del 2010 tenia 1.045 habitants. Pertany al districte rural de Levokúmskoie.